# Enclave marina nel mare di Ochotsk

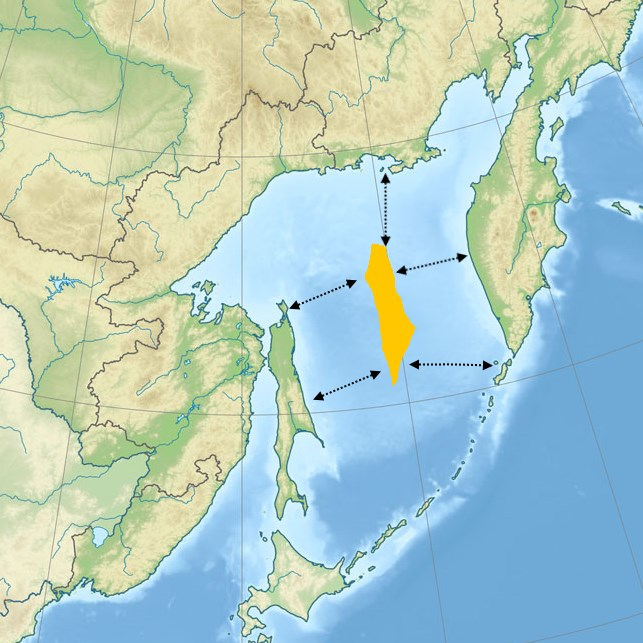
Posizione e dimensioni approssimative del Peanut Hole.

L'enclave marina nel mare di Ochotsk, conosciuta anche come Peanut Hole (letteralmente un "buco a forma di arachide") era un'area di mare aperto al centro del Mare di Ochotsk fino al 2014. Dal 1991 al 2014 il suo status è stato oggetto di controversie internazionali, sebbene il fondale marino e il sottosuolo del Peanut Hole facciano parte della piattaforma continentale della Russia.
Il Peanut Hole era un'area di circa 55 chilometri (34 miglia) larghezza e 480 chilometri (300 miglia) lunghezza, ed era circondata dalla zona economica esclusiva (ZEE) della Russia che si misurava dalle coste della penisola di Kamchatka, dalle isole Curili, dall'isola di Sachalin e della terraferma russa (kraj di Khabarovsk e oblast' di Magadan), ma non era nella ZEE predefinita della Russia perché si trovava a più di 200 miglia nautiche (370 km) da qualsiasi costa.
Le ZEE non sono aree di sovranità, ma sono aree di protezione di determinati diritti sovrani e soggette a giurisdizione funzionale. Poiché il Peanut Hole non si trovava nella ZEE russa, qualsiasi paese poteva pescare lì, ed alcuni hanno iniziato a farlo in gran numero nel 1991, estraendo forse fino a un milione di tonnellate di pollock nel 1992. Ciò è stato considerato dalla Federazione Russa come una minaccia per la ricostituzione degli stock ittici russi, poiché i pesci entrano ed escono dal Peanut Hole dalla ZEE russa. (Questa situazione è chiamata di stock ittico "a cavallo").
Nel 1993, Cina, Giappone, Polonia, Russia e Corea del Sud hanno deciso di interrompere la pesca nel Peanut Hole fino a quando gli stock di pollack d'Alaska non si fossero ripresi, ma senza un accordo su come procedere successivamente, mentre l'accordo sugli stock ittici a cavallo delle Nazioni Unite entrato in vigore nel 2001, ha creato un quadro inteso a contribuire all'attuazione della gestione cooperativa degli stock transzonali.
La Federazione Russa ha presentato una petizione alle Nazioni Unite perché dichiarassero che il Peanut Hole fa parte della piattaforma continentale russa. Nel novembre 2013, un sottocomitato delle Nazioni Unite ha accettato l'argomentazione russa e nel marzo 2014 l'intera Commissione delle Nazioni Unite sui limiti della piattaforma continentale si è pronunciata a favore della Federazione russa.